# Dianthus deltoides
Espèce
L'œillet à delta, œillet couché ou œillet glauque (Dianthus deltoides) est une espèce de plantes herbacées de la famille des Caryophyllaceae.

## Description

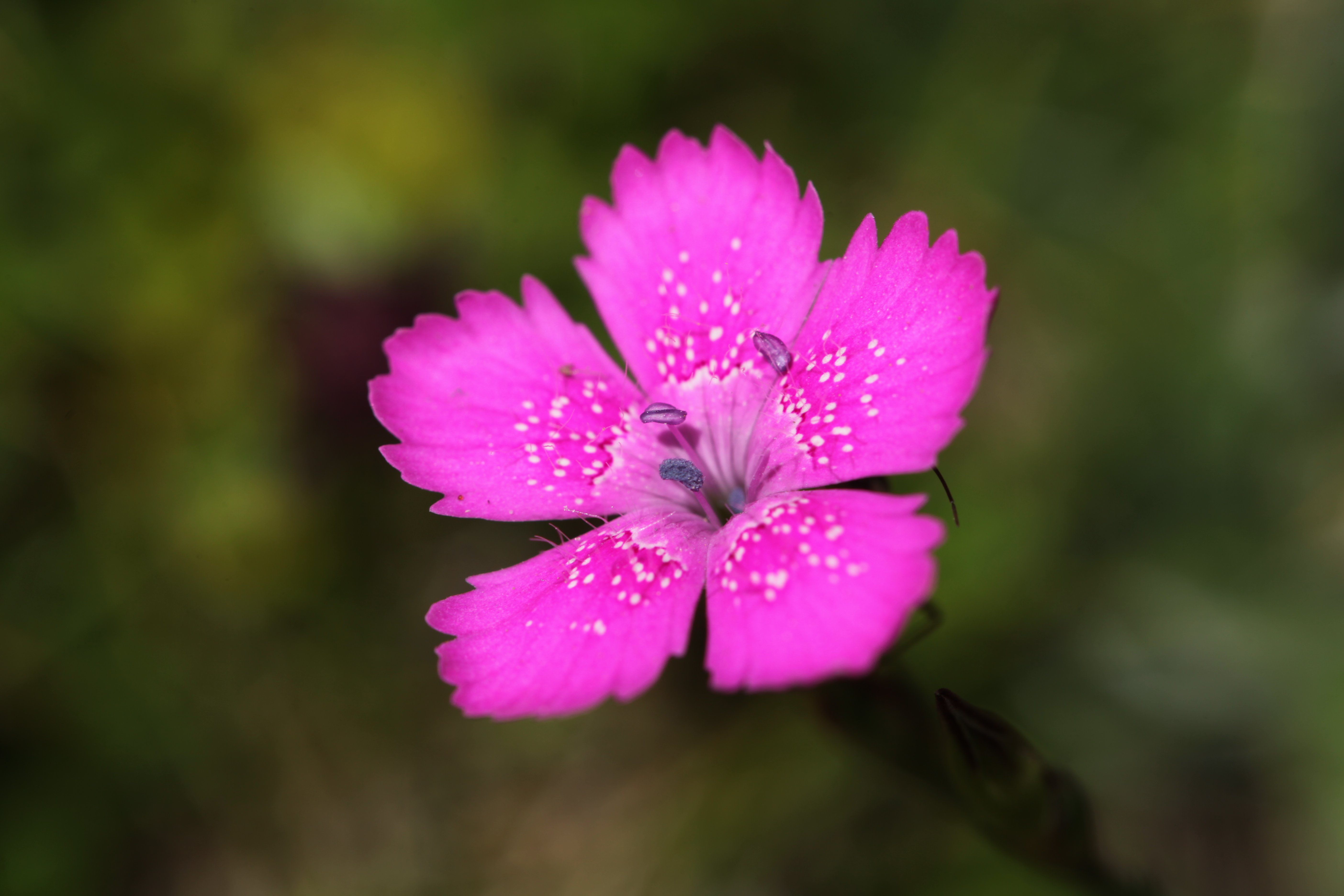
Dianthus deltoides (Vallée de l'Ossau)
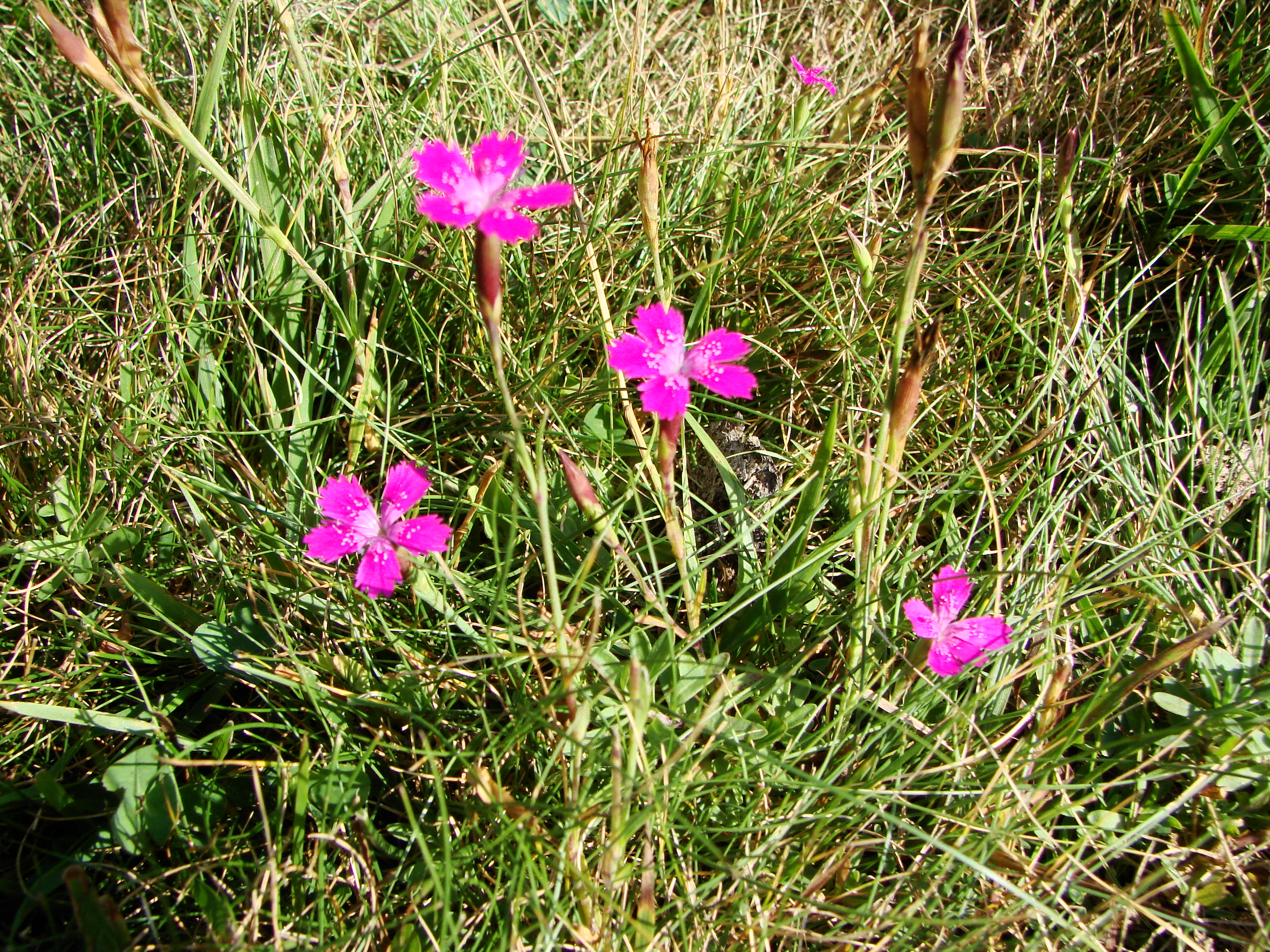
Dianthus deltoides (Vallée du Marcadau)

- C'est une plante vivace, haute de 15 à 45 cm, dont les tiges forment des touffes basses.
- Elle vit dans des endroits secs, des landes, des collines, des lisières, sur des gazons pauvres jusqu'à 2 300 m d'altitude.
- Elle fleurit de juin à septembre.

## Statut
En France, cette espèce est sur liste rouge.